# Fragmentární dílo
Fragmentární dílo je termín používaný pro umělecké nebo literární dílo, které se dochovalo nebo existuje pouze v neúplné podobě. Může se jednat o dílo, jehož části byly ztraceny, zničeny, nebo které nebylo nikdy dokončeno. Tento koncept se objevuje v různých oblastech umění, včetně literatury, výtvarného umění, hudby nebo filozofie. Umělecké dílo může být také záměrně vytvořeno ve fragmentární podobě, což využívá zejména moderní umění od dvacátého století, aby rozbilo iluzi kontinuity a celistvosti umění.
V literatuře se fragmentární díla týkají textů, které se zachovaly jen částečně. To může být důsledkem historických okolností, kdy originály byly ztraceny či zničeny, nebo kvůli tomu, že se přepisovalo jen určité množství materiálu. Mezi známé příklady patří díla starověkých autorů, jako byli Hérakleitos nebo Sapfó, jejichž spisy máme jen ve zlomcích.
Někdy jsou fragmentární díla výsledkem autorova záměru – úmyslně nedokončená nebo tvořená jako sbírka útržků. Tento experimentální přístup k psaní vytváří prostor pro různé interpretace a může vzbuzovat napětí mezi čtenářem a textem.
Ve výtvarném umění se fragmentární díla mohou projevovat ve formě soch nebo maleb, které se dochovaly jen částečně. Například mnohé antické sochy existují dnes pouze jako torza, což jim dodává specifický estetický a historický význam. Tyto neúplné formy poskytují pohled na ztracený kontext a vybízejí k představivosti.
Fragmentární díla se stala předmětem hlubšího zkoumání, ať už jako důsledek nevyhnutelných historických změn, nebo jako vědomý umělecký výraz, který zahrnuje fragmentaci jako významový prvek.